# Armando Macci
Armando Macci (Roma, 15 dicembre 1929 – Roma, 2009) è stato un calciatore italiano.